# Tonsil

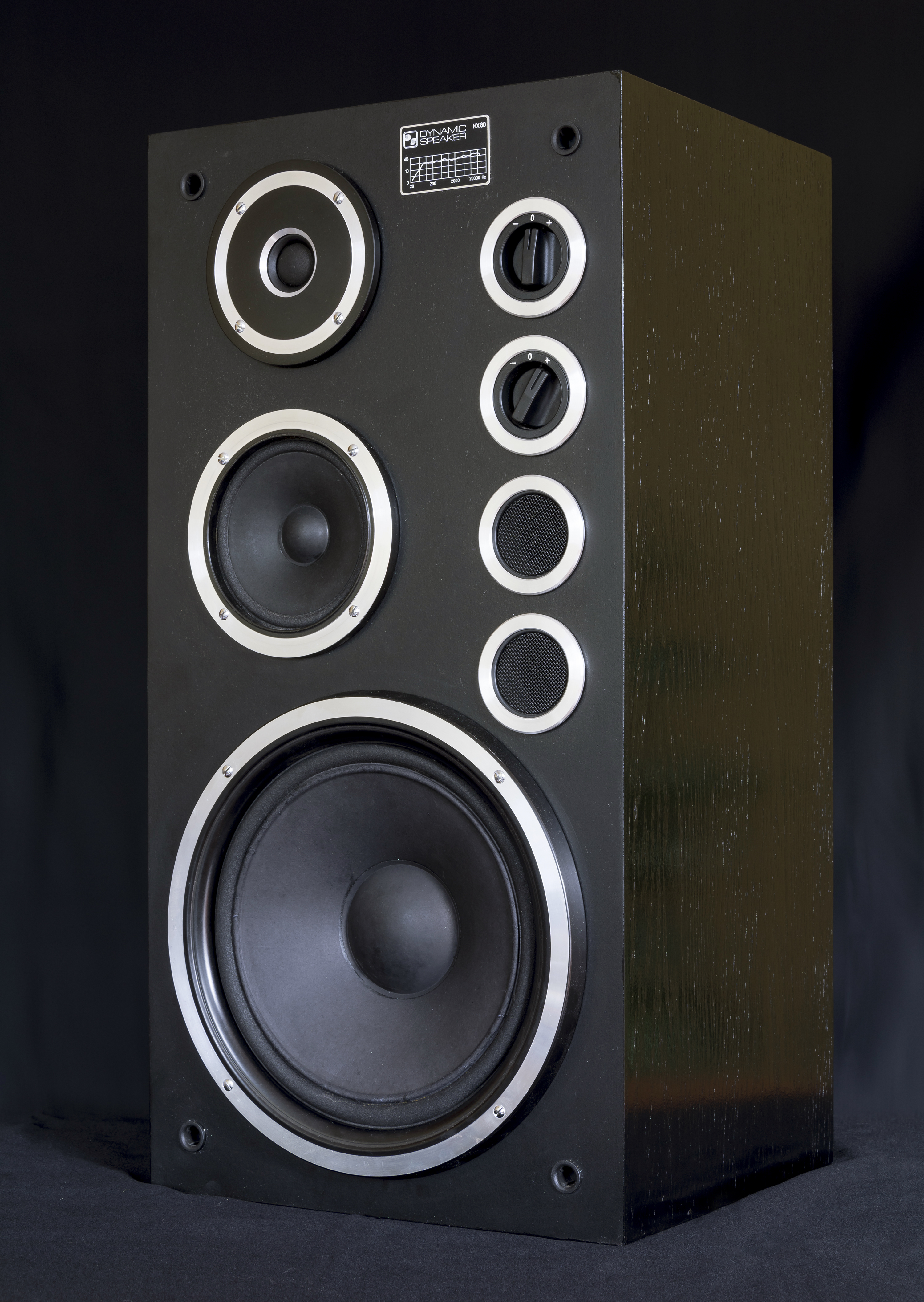
Zestaw głośnikowy ZgB 70-8-50 „Dynamic Speaker HX-80" firmy Tonsil (eksportowa wersja kolumn ZgB 70-8-651 „Altus 110” z kopułkowym gł. wysokotonowym)

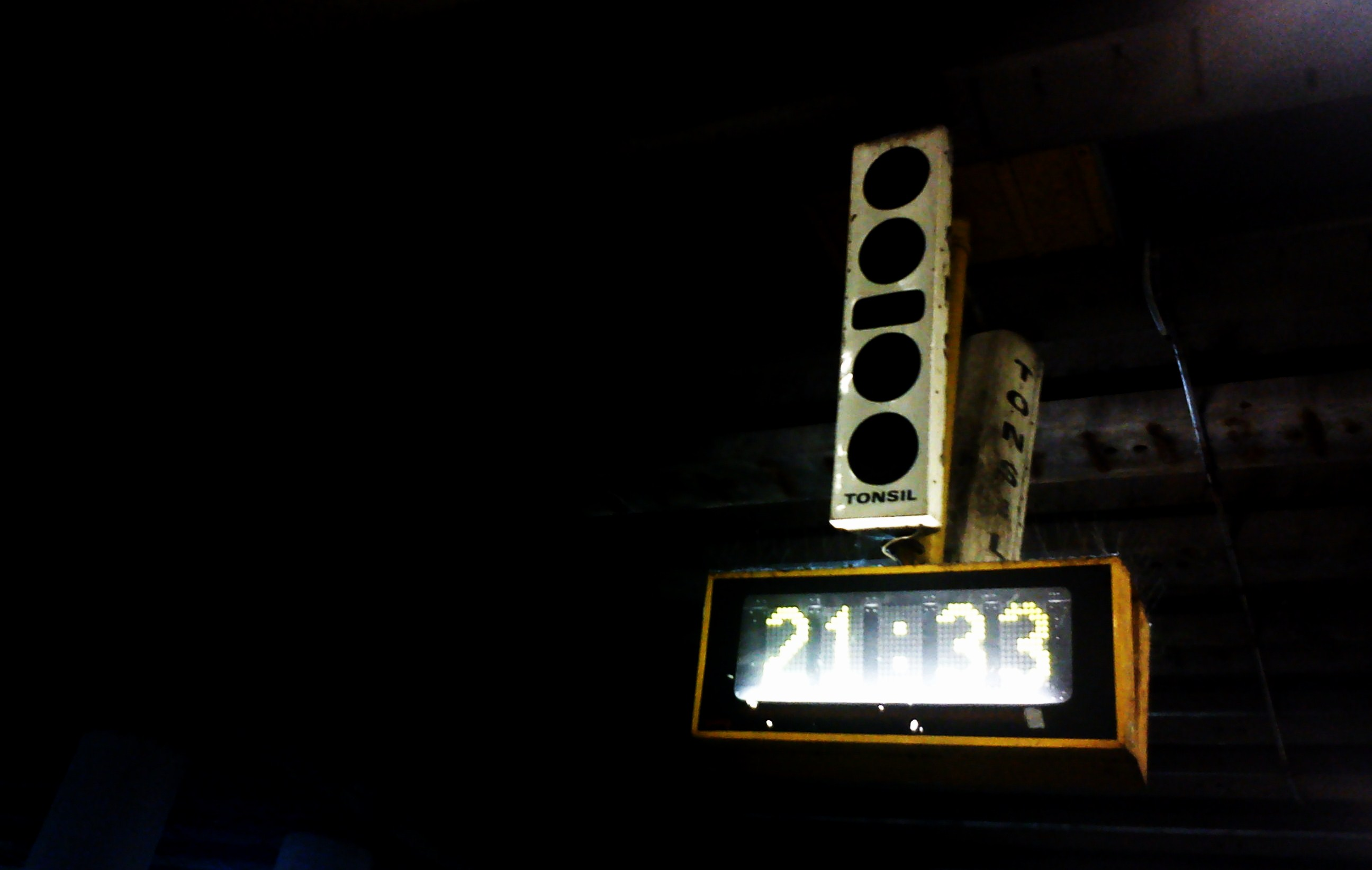
Głośniki Tonsil na przystanku Poznańskiego Szybkiego Tramwaju (wrzesień 2012)

Tonsil – zakłady we Wrześni produkujące głośniki, założone w marcu 1945 roku przez dyrekcję Polskiego Radia w Poznaniu. W latach 1945–1990 działały jako przedsiębiorstwo państwowe, a w latach 1990–2004 jako spółka akcyjna, po której likwidacji produkcję pod marką Tonsilu kontynuowały spółki zależne. Od 2012 r. zakład działa jako przedsiębiorstwo prywatne osoby fizycznej – Sławomira Wieszczecińskiego.

## Historia

### Przedsiębiorstwo państwowe
W marcu 1945 roku dyrekcja Polskiego Radia w Poznaniu zorganizowała na bazie małego warsztatu radiotechnicznego przedsiębiorstwo Polskie Radio – Fabryka głośników we Wrześni, które mieściło się w starych, drewnianych budynkach. Na samym początku produkowano osiem typów głośników radiowęzłowych wykorzystując poniemieckie zapasy materiałów.
W 1946 roku fabryka przeszła do Zjednoczenia Przemysłu Radiotechnicznego i zmieniła nazwę na Państwową Fabrykę Głośników, a w 1950 roku na Zakłady Wytwórcze Głośników.
W tym samym okresie rozpoczęto rozwijać produkcję, w 1947 roku wyprodukowano pierwszy mikrofon, a w 1949 roku uruchomiono produkcję transformatorów głośnikowych. Wprowadzono też do produkcji elektromaszynowe elementy automatyki (przekazane w latach 60. do nowo powstałego przedsiębiorstwa Meramont) i silniki małej mocy.
W 1960 roku przedsiębiorstwo otrzymało nową nazwę – Tonsil. W 1972 roku produkcję silników przekazano do nowo powstałego przedsiębiorstwa Mikroma. W latach 1973–1974 dokonano modernizacji technologii produkcji przetworników akustycznych poprzez zakup licencji:
- od niemieckiego przedsiębiorstwa MBHO (dawniej MBHaun) na 11 typów mikrofonów i 2 typy słuchawek szerokopasmowych,
- od japońskiego przedsiębiorstwa Pioneer Corporation na 18 typów głośników.

Pozwoliło to na wzrost produkcji i podjęcie eksportu, za pomocą którego spłacono koszty licencji. Zbudowano również pomiarową komorę bezechową – do tego czasu pomiary sporadycznie przeprowadzano na dachu jednego z budynków.
W 1977 roku rozpoczęto produkcję mikrofonów elektretowych do radiomagnetofonów klasy popularnej.
Od 1961 roku Tonsil należał do Zjednoczenia Przemysłu Elektronicznego UNITRA. Przez cały okres PRL-u był na polskim rynku monopolistą w dziedzinie przetworników elektroakustycznych.

### Tonsil SA i spółki-córki
Na skutek otwarcia w 1989 roku rynku, Tonsil praktycznie stracił pozycję monopolisty. W lutym 1990 przekształcił się z przedsiębiorstwa państwowego w spółkę z ograniczoną odpowiedzialnością (pracowniczą), a 8 października 1990 roku – w spółkę akcyjną. Od kwietnia 1991 roku Tonsil S.A., jako jedna z pierwszych pięciu polskich spółek, została notowana na Giełdzie Papierów Wartościowych w Warszawie.
W 1996 wznowiono współpracę z koncernem Pioneer, który sukcesywnie nabywał akcje spółki, stając się w 1998 dominującym akcjonariuszem. Kryzys gospodarczy w Azji wschodniej w latach 1998–2000 wstrzymał jednak dalsze zamówienia na zlecenie Pioneera, a także przewidywane inwestycje koncernu. O ile Pioneer usprawnił w Tonsilu proces produkcji, poprawił jakość produkowanych tam elementów głośnikowych i ogólnie poprawił jakość działania przedsiębiorstwa, brak restrukturyzacji, czyli m.in. przekształcenia Tonsilu w pełni prywatną spółkę, co za tym idzie, redukcji zatrudnienia i zwiększenia konkurencyjności wyrobów na rynku przyczynił się do upadku rynkowego Tonsilu. Krytyczny okazał się rok 2003, doszło wtedy do konfliktu związków zawodowych z zarządem spółki i Agencją Rozwoju Przemysłu.
7 kwietnia 2004 roku decyzją sądu ogłoszono upadłość przedsiębiorstwa. W dniu ogłoszenia upadłości, struktura akcjonariatu przedstawiała się następująco:
- Tohoku Pioneer Corp. – 40,25%,
- Agencja Rozwoju Przemysłu S.A. – 12,77%,
- Skarb Państwa – 8,63%,
- Pozostali – 38,35%.

Wcześniej jednak wyodrębniono kilka samodzielnych podmiotów gospodarczych. Wśród nich znalazły się m.in. powstała 1 listopada 2002 roku spółka z o.o. Tonsil Urządzenia Elektroakustyczne, która przejęła produkcję profesjonalnego nagłośnienia (wkrótce zmieniła nazwę na ProTonsil), Tonsil Polska – która produkowała głośniki i zestawy głośnikowe. Zakład produkcyjny nadal mieścił się we Wrześni. Firmy te dzierżawiły od Tonsilu SA budynki, maszyny i znaki handlowe.
W latach 2006–2008 realizowano plan naprawczy, który przewidywał skupienie całej produkcji w ramach najbardziej dochodowej spółki ProTonsil, której pakiet większościowy przejęło Towarzystwo Finansowe Silesia oraz stopniową likwidację pozostałych spółek. W 2004 powołano także nową spółkę Tonsil Meble, która produkowała obudowy do zestawów głośnikowych dla ProTonsilu.
W dniu 19 maja 2009 roku Nadzwyczajne Walne zgromadzenie podjęło uchwałę w sprawie rozwiązania spółki ProTonsil i otwarciu likwidacji. Spółka miała już wcześniej problemy finansowe, które pogłębiły odzyskanie większości terenu fabryki przez Romana Mycielskiego będącego spadkobiercą przedwojennych właścicieli, a także zamknięcie przez Państwową Inspekcję Pracy linii, która produkowała obudowy do głośników u jednego z kooperantów. Wcześniej miał tam miejsce wypadek przy pracy, w wyniku którego jeden z pracowników doznał urazu ręki. Rok później zbankrutowała spółka Tonsil Meble.
Po upadku przedsiębiorstwa, teren zwrócony spadkobiercy został przez niego odsprzedany prywatnemu inwestorowi, zaś pozostałości zostały zlicytowane przez komornika na poczet długów spółki. Następnie zbudowano w tym miejscu zespół budynków mieszkalnych „Nowe Centrum Września” oraz galerię handlową „Karuzela”.

### Wznowienie produkcji w nowej lokalizacji
Jednocześnie w 2009, po zaprzestaniu produkcji przez ProTonsil, grupa pracowników Tonsilu powołała spółkę Tonsil Technologie, dzierżawiąc od likwidatora Tonsil SA maszyny oraz znaki towarowe i wznawiając produkcję w nowej lokalizacji przy ul. Czerniejewskiej we Wrześni. W 2010 powstała powiązana z nią spółka Tonsil Acoustic Company (z siedzibą w Piotrkowie Trybunalskim), mająca zajmować się sprzedażą produktów Tonsil Technologie oraz pozyskaniem środków na doinwestowanie zakładu przez sprzedaż akcji na Giełdzie Papierów Wartościowych w Warszawie. W 2012 Tonsil Technologie wstrzymał jednak produkcję ze względu na problemy finansowe (m.in. nieopłacona licencja od likwidatora Tonsil SA), a w konsekwencji Tonsil Acoustic Company został wycofany z giełdy. Na bazie tego zakładu dokonano jednakże następnie kolejnej reaktywacji produkcji.

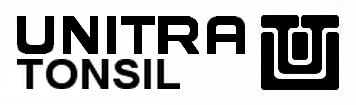
Dawne logo firmy Tonsil

W 2012 roku przedsiębiorca z Wrześni Sławomir Wieszczeciński wykupił od komornika prawa do marki po zlikwidowanym Tonsil SA, zaś od Tonsil Acoustic Company – bazę maszynową i dokumentację zakładu. Otworzył on własną jednoosobową działalność gospodarczą, z powodzeniem reaktywując produkcję zestawów głośnikowych marki Tonsil. W 2015 roku powstała Tonsil Poland sp. z o.o. ze S. Wieszczecińskim jako prezesem zarządu, a w 2017 roku spółka ta oraz S. Wieszczeciński zawiązali spółkę z o.o. komandytową. Produkcja odbywa się przy ulicy Czerniejewskiej we Wrześni. W 2015 roku przedsiębiorstwo uhonorowane zostało tytułem „Symbol Tradycji i Nowoczesności 2015”, który przyznawany jest w ramach ogólnopolskiej, corocznej akcji prowadzona przez redakcje „Monitora Rynkowego” w „Dzienniku Gazecie Prawnej” i „Monitora Biznesu” w „Rzeczpospolitej”.

## Produkty
- Podstawowym profilem produkcji przedsiębiorstwa były przetworniki elektroakustyczne. Przez cały okres PRL-u Tonsil był w tej dziedzinie monopolistą. W latach 50. i 60. produkowano[10]:
  - głośniki, m.in.:
    - GD 16,5/2 – bardzo popularny, do odbiorników radiowych Pionier i pochodnych;
    - GD 18-13/2 – bardzo popularny, spotykany w wielu radioodbiornikach, telewizorach, magnetofonach i gramofonach;
    - GDW 12,5/1,5 F – wysokotonowy;
    - GD 31-21/5 – niskotonowy;
    - GD 29/10 – do zestawów większej mocy;
    - głośniki tubowe, o mocy do 25W;

  - mikrofony, m.in.:
    - dwa typy mikrofonów krystalicznych (MK I i MK II) do sprzętu powszechnego użytku;
    - kilka typów mikrofonów dynamicznych do celów profesjonalnych;
    - dynamiczny mikrofon miniaturowy do aparatów słuchowych;

  - miniaturowe słuchawki do aparatów słuchowych
- Po zakupieniu licencji w latach 70. znacząco zwiększono asortyment głośników i mikrofonów, podjęto też produkcję dynamicznych słuchawek szerokopasmowych. W 1985 roku wyprodukowano około 5,9 miliona głośników.
- Również w dziedzinie zestawów głośnikowych w latach PRL Tonsil był praktycznie monopolistą (niewielkie liczby zestawów budowały jako wyposażenie własnych wyrobów inne przedsiębiorstwa zjednoczenia UNITRA). Początkowo były to zestawy radiowęzłowe, popularne, kinowe i do nagłaśniania przestrzeni otwartych. W połowie lat 70. w oparciu o licencyjne głośniki uruchomiono również produkcję zestawów HiFi.
- Do roku 1973 ważnym elementem profilu produkcyjnego były elektromechaniczne elementy automatyki, silniki do urządzeń elektroakustycznych, silniki powszechnego użytku.
- Dla przemysłu telekomunikacyjnego produkowano mikrofonowe i słuchawkowe wkładki teletechniczne.
- Tonsil produkował również kilka modeli megafonów przenośnych i montowanych na samochodach.
- Mało znanym produktem fabryki jest wyprodukowany w małej liczbie na początku lat 60. jeden z pierwszych polskich magnetofonów szpulowych „Wilga 19”.
- Najbardziej popularne[według kogo?] zestawy głośnikowe to Altus, Maestro, Siesta, Zeus.
- W latach PRL na terenie zakładu realizowano również odrębną produkcję na potrzeby wojska (m.in. wykrywacze min) oraz Służby Bezpieczeństwa (elementy instalacji podsłuchowych).